# Parafia Narodzenia Najświętszej Maryi Panny w Myszkowie
Parafia Narodzenia Najświętszej Maryi Panny – rzymskokatolicka parafia znajdująca się w Myszkowie. Należy do dekanatu Myszków i archidiecezji częstochowskiej.
Została utworzona w 1980 roku. Kościół parafialny został wybudowany w latach 1989–2000, konsekrowany w 2000 roku.
Przy parafii swoją działalność prowadzą: Akcja Katolicka, Katolickie Stowarzyszenie Młodzieży, Ruch „Światło Życie”, Bractwo Eucharystyczne, Rodzina Św. Antoniego, Pomocnicy Maryi Matki Kościoła, Dzieci Maryi, Wspólnota Godziny Świętej, Bractwo Św. Archaniołów i Aniołów, Franciszkański Zakon Świeckich, Caritas Parafialna, Żywy Różaniec.

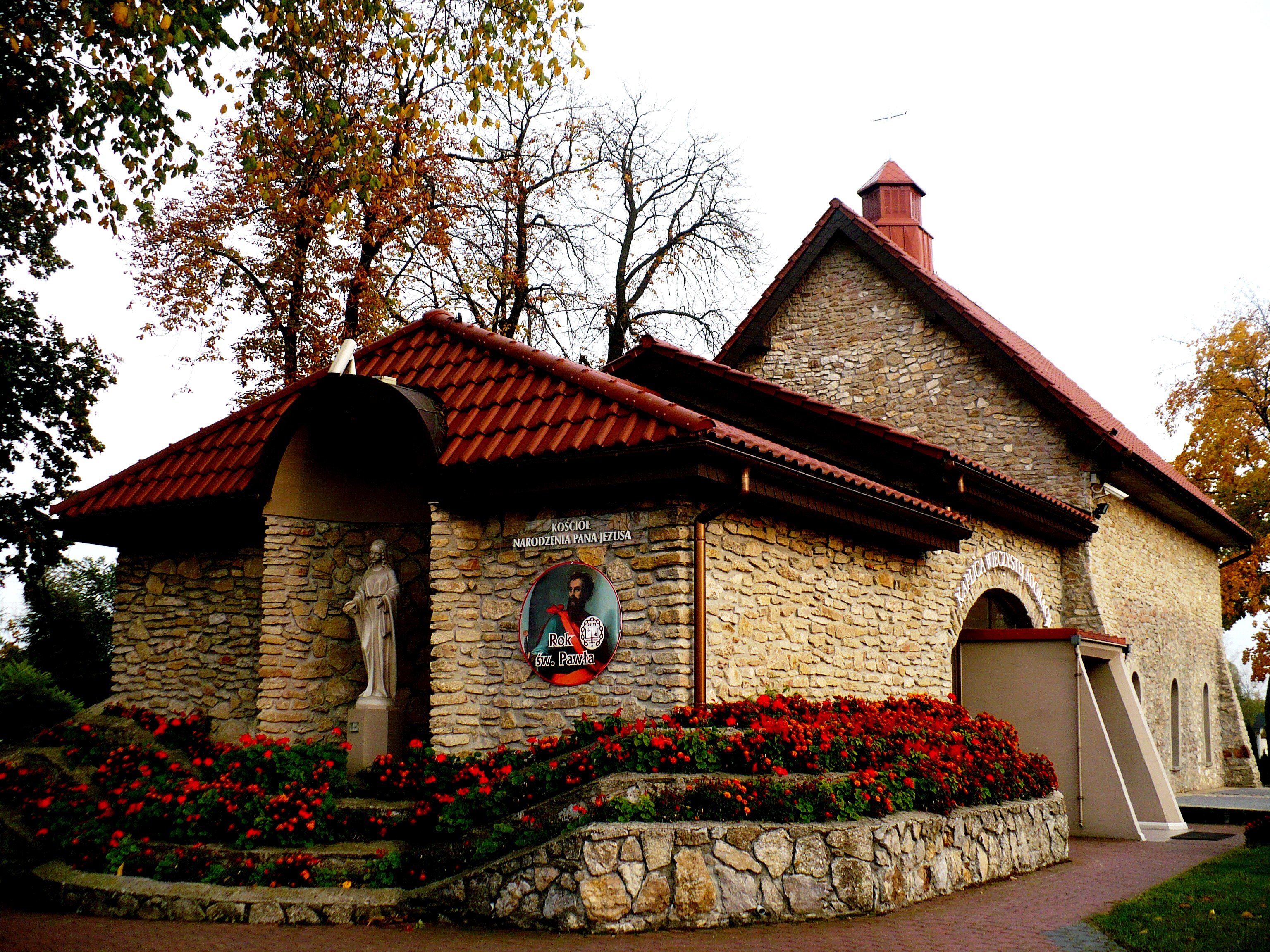
zabytkowa kaplica Narodzenia Pana Jezusa